# SRY
SRY (acronim pentru formularea engleză Sex-determining Region Y, tradusă ca regiunea determinantă a sexului de pe cromozomul Y) este o genă situată pe cromozomul Y implicată în determinismul sexului la organismelor aparținând subclasei Theria a mamiferelor (mamifere placentare, Eutheria, și marsupiale, Metatheria).
Această genă, formată dintr-un singur exon (monoexonică), codifică un factor de transcriere care este un membru al familiei de proteine HMG-box (high mobility group box în engleză), proteine ce conțin un domeniu proteic de tip „deget de zinc” (zinc finger domain în engleză) ce se fixează pe molecula de ADN. Proteina SRY, cunoscută și sub numele de TDF (testis determining factor în engleză), inițiază determinarea sexului masculin. Mutațiile în această genă sunt responsabile de disgenezia gonadică pură (femeile XY sau sindromul Swyer). Translocația regiunii brațului scurt al cromozomului Y conținând gena SRY pe cromozomul X determină sindromul bărbaților XX.

## Mecanismul de acțiune al geneiSRY
În perioada dezvoltării embrionare, celulele gonadelor primordiale, situate de-a lungul crestei urogenitale, sunt celule bipotente ce au capacitatea de a se diferenția fie în celulele Sertoli și Leydig ale testiculului la sexul masculin, fie în celule foliculare și celulele tecale ale ovarului la sexul feminin. SRY inițiază diferențierea testiculului prin activarea unor factori de transcripție specifici sexului masculin ce determină proliferarea și diferențierea celulelor bipotențiale. SRY activează transcripția genei SOX9, genă ce codifică un factor de transcripție ce conține un situs de fixare la ADN similar celui al proteinei SRY.
SOX9 la rândul său activează gena FGF9 (factorul 9 de creștere a fibroblastelor, fibroblast growth factor 9 în engleză), FGF9 fiind necesar pentru buna diferențiere a celulelor Sertoli. Activarea continuă a genei SOX9 este realizată de două boucle de feed-back pozitiv dependente de proteinele FGF9 (ce activează transcripția genei SOX9) și de proteina SOX9 (ce se poate fixa pe promotorul genei SOX9 determinând activarea lui). În momentul în care activarea corespunzătoare a genei SOX9 este realizată, celulele bipotentiale ale gonadei primitive încep să se diferențieze în celule Sertoli și permit formarea testiculului primordial.

## Anomalii ale geneiSRY
De la descoperirea sa, importanța genei SRY în determinarea sexului a fost larg documentată:
- fenotipul indivizilor cu un cromozom Y și mai mulți cromozomi X (XXY - sindromul Klinefelter –, XXXY, etc.) este masculin.
- indivizi cu un fenotip masculin (însă infertili) și un cariotip XX (feminin) au fost identificați, ei având gena SRY pe cel puțin unul din cromozomii X ca urmare a unei translocații între cromozomii Y și X.
- în mod similar, există indivizi cu fenotip feminin și cu un cariotip XY sau XXY. Această anomalie este determinată fie de modificări ale genei SRY (în unele cazuri gena putând fi pierdută de pe cromozomul Y, în alte cazuri putând fi mutată) (sindromul Swyer[6][7]), fie de mutații în gena ce codifică receptorul pentru hormonii androgeni (sindromul de insensibilitate la androgeni).

## Evoluție
Gena SRY a apărut în urma duplicării genei SOX3, genă situată pe cromozomul X aparținând familiei de proteine SOX.  
Pe scara evoluției organismelor, această duplicație s-a produs după separarea ramurilor corespunzătoare organismelor aparținând subclaselor Prototheria (monotreme) și Theria. Organismele monotreme nu au gena SRY și au un sistem de determinare al sexului de tip ZW implicând probabil gena DMRT1, în timp ce organismele aparținând subclasei Theria (marsupiale și mamiferele placentare) utilizează sistemul XY de determinare a sexului. SRY este o genă a cărei evoluție s-a produs mai rapid decât evoluția celorlalte gene .